# Henk Vogels senior
Hendricus A. M. „Henk“ Vogels OAM (* 1. November 1942 in Haarlem; † 9. August 2019) war ein australischer Radrennfahrer und nationaler Meister im Radsport.

## Sportliche Laufbahn
Vogels war im Bahnradsport und im Straßenradsport aktiv. Er war Teilnehmer der Olympischen Sommerspiele 1964 in Tokio. In der Mannschaftsverfolgung wurde der Vierer aus Australien mit Kevin Brislin, Robert Baird, Victor Browne und Henk Vogels Vierter. Im Finale um den 3. Platz unterlag die Mannschaft gegen die Niederlande.
1963 gewann er den nationalen Titel in der Einerverfolgung. Von 1967 bis 1974 war Vogels Berufsfahrer. 1973 wurde er Vizemeister Australien im Straßenrennen hinter Kerry Hoole. Nach seiner Radsportkarriere blieb er als Kommissär, Trainer, Teammanager, und Veranstalter dem Radsport verbunden.
2007 wurde er mit der Medaille des Order of Australia ausgezeichnet.